# Epepeotes commixtus
Epepeotes commixtus är en skalbaggsart som först beskrevs av Francis Polkinghorne Pascoe 1859.  Epepeotes commixtus ingår i släktet Epepeotes och familjen långhorningar.
Artens utbredningsområde är Sri Lanka. Inga underarter finns listade i Catalogue of Life.